# Tip i Tap
Tip i Tap (Tip en Tap en l'original neerlandès) és una sèrie d'animació belga de 26 episodis creada per Ray Goossens i produïda per la Belgische Radio en Televisie (BRT) al 1969. Es va emetre doblada completament al català al 1981 al programa Quitxalla del circuit català de TVE. Aquesta sèrie animada va esdevenir molt popular a Txecoslovàquia, emesa com a programa per a que els nens anessin a dormir.
La sèrie era protagonitzada per dos cadells que, en cada episodi, feien alguna entremaliadura de la qual el seu oncle (un gos volador adult) els acaben salvant al darrer moment. Al final, l'oncle porta als cadells a casa i els fica a dormir al llit.